# Cava (beguda)
Cava és un vi escumós elaborat sota els estàndards de la Denominació d'Origen Cava. Aquesta Denominació d'Origen té els seus inicis a la regió vitícola del Penedès tot i que avui en dia el territori inclòs dins de la DO es troba també en altres regions espanyoles. S'elabora segons el mètode tradicional, també conegut com a méthode champenoise.
El seu nom prové de les caves o cellers, estances tradicionals destinades a l'emmagatzematge del vi en barriques o ampolles.

## Diferències amb el Xampany francès
Durant molts anys, el terme col·loquial per referir-se als vins escumosos elaborats a Catalunya era Xampany, ja que els productors seguien el mètode tradicional de la regió de la Xampanya (França).
Aquest ús ha anat canviant al llarg del segle XX. El 1936 es crea l'Appellation d'origine contrôlée Champagne, i a partir d’aleshores el Comité Interprofessionnel du vin de Champagne (CIVC) comença a protegir legalment el terme Champagne arreu del món. Per la seva banda, entre les dècades de 1970 i 1980, els elaboradors catalans comencen a utilitzar oficialment el nom Cava en l’etiquetatge, consolidant-se com a denominació pròpia.
Actualment, els termes Cava i Champagne (o Xampany) fan referència a dos vins clarament diferenciats, tot i estar elaborats amb la mateixa metodologia (mètode tradicional). El Xampany s'elabora exclusivament en una regió determinada de França, amb un terrer específic, emprant varietats com Chardonnay, Meunier i Pinot Noir, i amb un envelliment mínim de 15 mesos, segons les normes del Comité du Champagne. El Cava, en canvi, es pot elaborar en diverses zones de l’Estat espanyol (principalment a Catalunya) amb altres tipus de sòl i clima, utilitzant varietats com Macabeu, Xarel·lo i Parellada, amb un període mínim d’envelliment de 9 mesos, segons el reglament del Consell Regulador de la DO Cava.
Avui en dia, l’ús del terme Cava és l’únic permès en l’etiquetatge dels vins acollits a aquesta denominació d’origen, i és àmpliament reconegut i valorat pel consumidor local com a expressió d’un producte amb identitat pròpia. Aquest fenomen ha passat també amb altres espumosos elaborats en altres parts del món com és el cas del Prosecco italià
Cal esmentar també que a Catalunya i a la resta de l’Estat s’elaboren altres vins escumosos no acollits sota el terme Cava, com és el cas de les marques agrupades sota Corpinnat,  que segueixen criteris propis fora del paraigua de la Denominació d'Origen.

## Missió i estàndards de qualitat
El Consell Regulador del Cava (organisme depenent del Ministeri d'Agricultura, Pesca i Alimentació) és l'encarregat de vetllar per la qualitat dels vins de la DO Cava i assegurar el compliment del plec de condicions. A més, orienta, vigila i controla la producció i l'elaboració dels vins emparats per la DO. Vetlla pel prestigi de la DO i promociona el Cava als mercats internacionals.
El Consell Regulador del Cava, situat a Vilafranca del Penedès, controla tots els elements del procés de producció del Cava: des de la recol·lecció del raïm fins al producte final i la promoció.

## Història
El 1887 va arribar la plaga de la fil·loxera al Penedès arruïnant els cultius de raïm. Això va portar una renovació de les varietats utilitzades, amb la introducció de ceps blancs de qualitat en substitució de varietats negres. A causa del canvi del mercat, amb una forta competència internacional, les grans empreses ho van aprofitar per elaborar productes nous com el Cava.
El 1972, arran del conflicte amb França per la denominació protegida xampany, es va constituir el Consell Regulador dels Vins Escumosos que va llançar la marca «Cava» recollint el nom comú ja utilitzat de vi de Cava, per les caves subterrànies on reposa i que ja havia aparegut en les normes de comerç dels vins escumosos i gasificats de 1959.
El 2015 es crea una nova categoria de Cava, el Cava de Paratge Qualificat, per referir-se als Caves amb un mínim de 36 mesos de criança en ampolla i que són fruit d'una vinya que reuneix unes característiques especials de localització i sòl que el diferencien de la resta.
El 2020, amb l'objectiu de donar a conèixer la feina dels cellers i informar al consumidor es va dividir la zona de Cava en 4 zones (Catalunya-Comtats de Barcelona, Requena, Rioja (Valle del Ebro) i Almendralejo). Dins de la zona de Catalunya es van distingir 5 subzones (Serra de mar, Valls d'Anoia-Foix, Conca del Gaià, Serra de Prades i Pla de Ponent).

## Elaboració

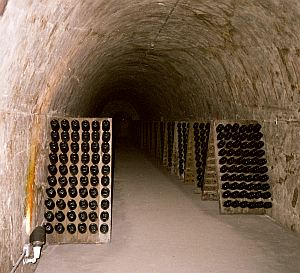
Ampolles en una cava

El Cava s'elabora segons el mètode tradicional, igual que altres espumosos de qualitat com el Xampany francès, el Franciacorta o el TrentoDOC italians o el Sekt alemany. El Cava requereix un procés de doble fermentació. La primera fermentació, acostuma a tenir lloc a grans dipòsits d'acer inoxidable on un most caracteritzat per altes acideses i baix contingut en sucres esdevindrà el vi base. La segona fermentació, que es duu a terme dins de l'ampolla, es caracteritza per l'addicció de sucre i llevats al vi base per tal de produir la refermentació que provocarà la sobrepressió en ampolla que el consumidor percep com espuma.

### Varietats de raïm
Les principals varietats de raïm utilitzades en l'elaboració del Cava són el macabeu, xarel·lo i parellada. També estan autoritzades altres varietats com el chardonnay, pinot noir i el subirat parent. Per als caves rosats s'utilitzen les varietats de raïm negre garnatxa, monestrell i trepat.
Cadascuna de les varietats recomanades aporta al cava unes característiques que es complementen:
- Macabeu aporta aromaticitat floral i capacitat d'envelliment
- Parellada aporta finesa i aroma. També molt usada pel poc grau que aporta al vi base.
- Xarel·lo aporta cos, estructura i singularitat.

A partir d'aquestes varietats de raïm s'elabora el vi base, que és el vi tranquil que s'utilitzarà per elaborar el vi escumós en una segona fermentació. El procés de vinificació és el normal, amb un premsat suau a baixa pressió dels mostos, una clarificació per eliminar els fangs del most (terra i fulles), i fermentació en grans tancs. Un cop obtinguts els vins base es fa el cupatge adequat.

### Segona fermentació
El mètode tradicional pròpiament dit comença amb el tiratge, l'embotellament del vi base afegint-hi el licor de tiratge. És una mescla de vi blanc, de sucre i de llevats que, en fermentar, produiran el diòxid de carboni i l'aroma característic. Els llevats prèviament han estat adaptats a les condicions d'estrès a les que seran sotmesos (pressió i nivell d'alcohol elevat) a través de l'elaboració del peu de cuba. Les ampolles es deixen en repòs en posició horitzontal (en rima) en caves, en foscor i quietud, i a una temperatura constant d'uns 15 °C. La durada de la criança és, com a mínim, de nou mesos.

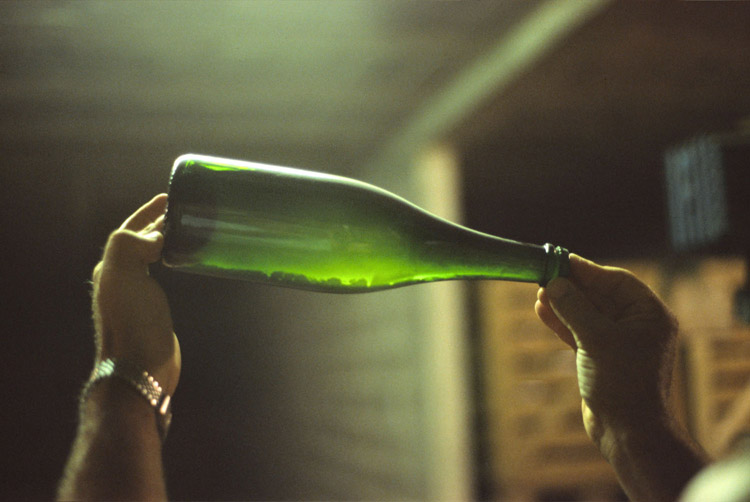
Cava amb sediments abans del degollament

Per eliminar les restes de llevats i d'impureses es fa l'operació de remogut que es du a terme situant les ampolles inclinades en pupitres inclinats. L'objectiu és acumular els sediments ran del tap. Tradicionalment aquest procés es feia manualment girant cada ampolla diàriament un vuitè de volta al mateix temps que s'augmenta la inclinació.
Quan l'ampolla està en punta, totalment invertida (en punta), es fa el procés de degollament. Segons el procés artesanal es destapa l'ampolla deixant sortir una petita quantitat d'escuma. Avui aquesta operació es fa mitjançant la congelació del coll de l'ampolla. Al destapar-la es dispara el bloc de gel del coll amb els pòsits atrapats. Es pot substituir el líquid perdut en el degollament amb l'anomenat licor d'expedició. La quantitat sucre que contingui aquest licor determinarà el tipus de cava.

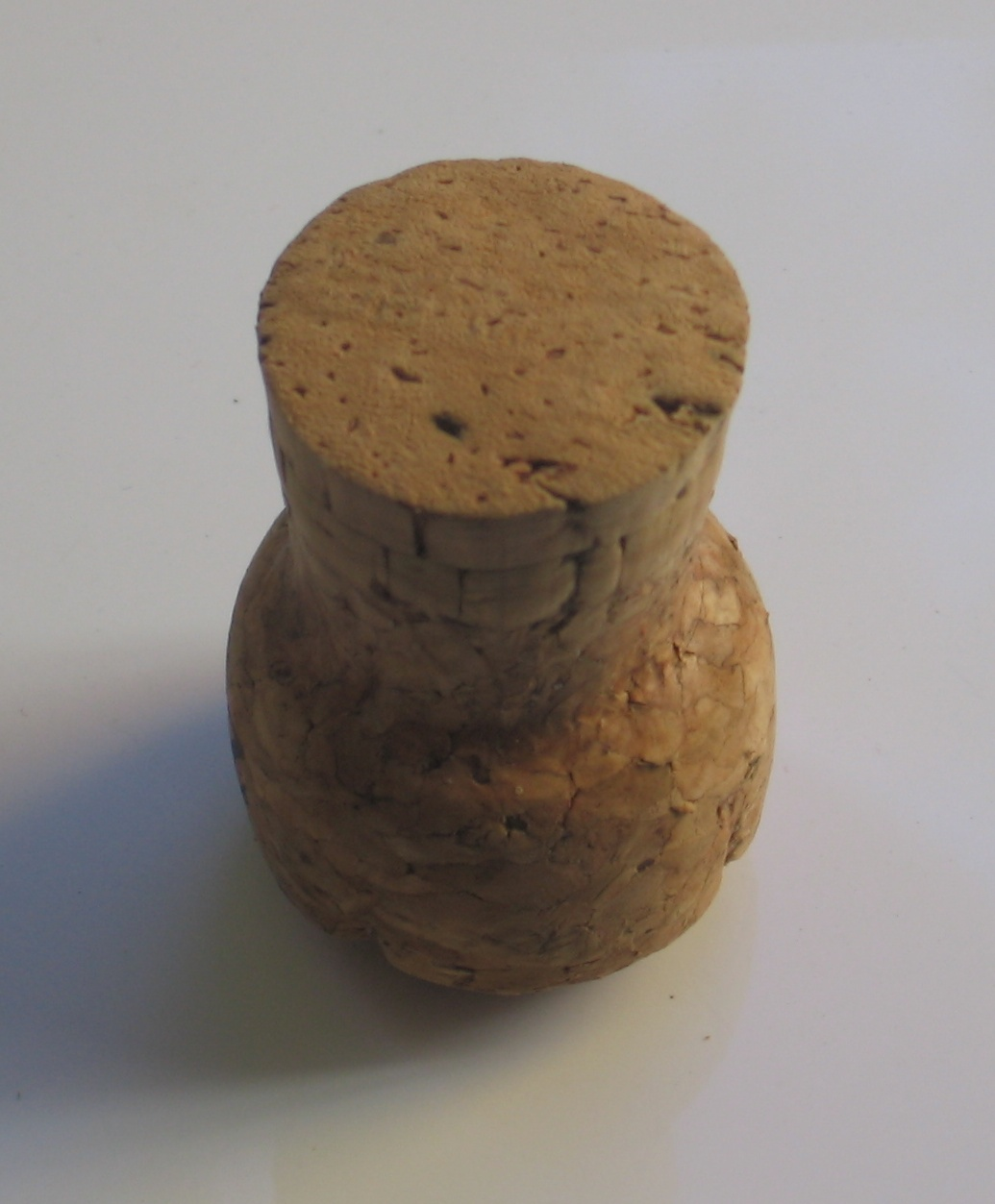
Tap de suro

Finalment es col·loca el característic tap de suro natural subjectat amb un morrió de filferro o una grapa metàl·lica i una placa de metall, que normalment conté el logotip del fabricant.

## Tipus i categories de Cava
Els Caves es classifiquen de dues maneres diferents: segons el contingut de sucre (grams per litre) i segons el temps de criança.
La dosificació o licor d'expedició generalment està format per vi i sucres amb què s'omple la petita quantitat de líquid perdut durant el procés de desgorjat o degollat. Hi ha moltes possibles variacions en la composició exacta del licor d'expedició de cada elaborador. La concentració final de sucre determinarà el tipus de cava resultant:
- Brut Nature, de 0 a 3 grams naturals per litre, sense sucres afegits.
- Extra Brut, fins a 6 grams de sucre per litre.
- Brut, fins a 12 grams
- Extra Sec, entre 12 i 17 grams
- Sec, entre 17 i 35 grams
- Semisec, entre 33 i 50 grams
- Dolç, més de 50 grams

En el cas del tipus brut nature i extra brut no hi ha gens de licor d'expedició i només s'hi afegeix vi. La falta de sucres afegits fa que aquests tipus de cava siguin més exigents quant a la qualitat, i la seva producció va en augment mentre disminueix el semisec, i el dolç s'ha deixat de produir. El xampany francès es classifica de la mateixa manera tot i que resulta més àcid i pràcticament no s'elabora el tipus brut nature i poc d'extra brut.
El Cava necessita un temps mínim d' envelliment en ampolla de 9 mesos per poguer ser desgorjat i venut. En aquest cas es considera el producte Cava de Guarda. Si el producte està més de 9 mesos envellint es considera de Guarda superior que pot ser de més de 18 mesos (Reserva), més de 30 (Gran reserva) i més de 36 (Paratge Qualificat).

## Regions productores
L'origen del Cava se situa a la comarca del Penedès (províncies de Barcelona i Tarragona). El municipi de Sant Sadurní d'Anoia és el centre de producció més important i també és conegut popularment com la Capital del Cava. Ara bé, per motius històrics també s'elabora cava a altres zones d'Espanya.
El Cava es divideix en quatre zones a tot l'Estat, algunes inclouen subzones més delimitades.
●  Comtats de Barcelona (Valls d'Anoia-Foix, Serra de Mar, Conca del Gaià, Serra de Prades i Pla de Ponent) a Catalunya
●  Valle del Ebro (Alto Ebro, prop de Logronyo i Valle del Cierzo, prop de Saragossa)
●  Viñedos de Almendralejo (comarca de Tierra de Barros, Badajoz)
●  Zona de Levante (municipi de Requena, a València)

## Clima
La procedència de zones amb un clima més temperat que altres vins escumosos, com el Xampany, afecta a les propietats organolèptiques i capacitat d'envelliment del producte. Cal destacar que degut a ser una zona meridional de producció de vins espumosos, els efectes del canvi climàtic s'estan notant amb més força en la seva producció.

## Maridatge
El Cava, com altres vins espumosos és també usat en cocteleria per preparar clàssics com la sangria, un còctel mimosa o un black velvet, o es pot utilitzar per a les barreges de begudes més innovadores.
Els vins escumosos ofereixen al consumidor la capacitat de netejar i refrescar el paladar degut a les bombolles i acidesa que presenten. És per això que el Cava es sol recomanar com a maridatge per marisc, peix o formatge. Els Caves més joves, generalment més àcids es solen associar a aliments més saborosos com el peix o marisc (maridatge de contrast), mentre que els caves amb una criança major, es solen associar a maridatges d'harmonia on el gust a envelliment del vi es combina amb el gust del plat (arrossos o carns vermelles).

## Conservació
La temperatura ideal per conservar el cava és d'uns 14 °C i amb una humitat ambiental del 50 % per mantenir una bona hidratació del suro. Cal desar l'ampolla en un lloc lluny de la llum solar directa i mantenir-la apartada de vibracions no desitjades. Un cop desgorjat, el Cava perd part de la protecció en contra de la oxidació que té, és per això que se'n recomana el consum el més aviat possible després del desgorjat.

## Presència internacional
Conegut internacionalment i disponible a més de 100 països, és el vi escumós amb Denominació d'Origen a Espanya que més s'exporta. Té una clara vocació internacional, dues terceres parts de la producció es destinen als mercats exteriors.

## Cellers
La DO Cava reuneix més de 38.000 hectàrees de vinya i més de 6.800 viticultors. Els seus 370 cellers associats estan presents a escala global. Totes les marques de la DO Cava han d'incloure el segell de qualitat a totes les ampolles per garantir que compleixen les regulacions i criteris d'alta qualitat de la Denominació d'Origen.